# 잉글랜드-스페인 전쟁 (1654년~1660년)
잉글랜드-스페인 전쟁은 1654년부터 1660년까지 잉글랜드와 스페인 사이에 벌어진 전쟁이다. 양국 간의 경제적, 종교적 경쟁이 원인이었으며, 각 측은 사략선 및 해군 원정 등 다양한 방식으로 상대방의 상업 및 식민지 이익을 공격했다.
1655년, 잉글랜드의 수륙양용전 원정대가 카리브해 스페인 영토를 침공하여 결국 자메이카 섬을 점령했다. 1657년, 잉글랜드는 프랑스와 동맹을 맺고 잉글랜드-스페인 전쟁을 더 큰 프랑스-스페인 전쟁과 합병시켰으며, 스페인령 네덜란드에서 주요 육상 작전이 벌어졌다.
전쟁은 1660년 찰스 2세의 왕정복고 이후 종결되었지만, 잉글랜드의 자메이카 소유와 관련하여 카리브해의 긴장이 10년 넘게 간헐적으로 갈등을 이어갔다. 여기에는 유명한 사략선 헨리 모건에 의한 스페인 영토 습격도 포함되었다. 전쟁은 마드리드에서 1667년과 1670년에 체결된 두 차례의 평화 조약으로 공식적으로 끝났다.

## 배경
제1차 영국-네덜란드 전쟁이 끝나자 크롬웰은 잉글랜드의 전통적인 라이벌인 프랑스와 스페인 간의 갈등으로 관심을 돌렸다. 프랑스와 스페인은 모두 로마 가톨릭 신앙이었는데, 이는 크롬웰에게는 혐오스러운 것이었다. 크롬웰은 개신교가 유럽에서 우세하는 것이 하나님의 뜻이라고 믿었다. 그러나 그는 스페인이 개신교 대의에 더 큰 위협이라고 여겼고, 따라서 현실적으로 프랑스와 동맹을 맺었다. 스페인과의 전쟁을 통해 그는 엘리자베스 1세 시대에 추구되었으나 스튜어트가 후계자들에 의해 버려졌던 상업적 기회주의 정책으로 돌아가고자 했다. 크롬웰의 스페인 무역 및 보물 항로 공격은 즉시 프랜시스 드레이크와 월터 롤리의 공적을 떠올리게 했다. 그리고 이 시기에 그들의 활동에 대한 인쇄된 기록이 잉글랜드에서 유통되기 시작한 것은 우연이 아니다. 그러나 한 가지 중요한 차이점이 있었다. 은과 금 외에 새로운 보물인 설탕이 점점 더 중요해지고 있었다. 이는 영토 점령을 의미했는데, 이는 엘리자베스 시대에 추구했던 해적 행위를 넘어선 단계였다.
프로텍터러트 통치 첫 해 동안 크롬웰은 프랑스 정치가 쥘 마자랭과 협상을 진행하여 1655년 10월 스페인에 대항하는 영국-프랑스 동맹 초안을 작성했다. 이 동맹은 추가적인 이점이 있었다. 당시 스튜어트가에 피난처를 제공하고 있던 프랑스는 이제 그들이 잉글랜드 왕위를 되찾는 것을 돕는 데 소극적이게 될 것이었다.

## 전쟁

### 서부 계획

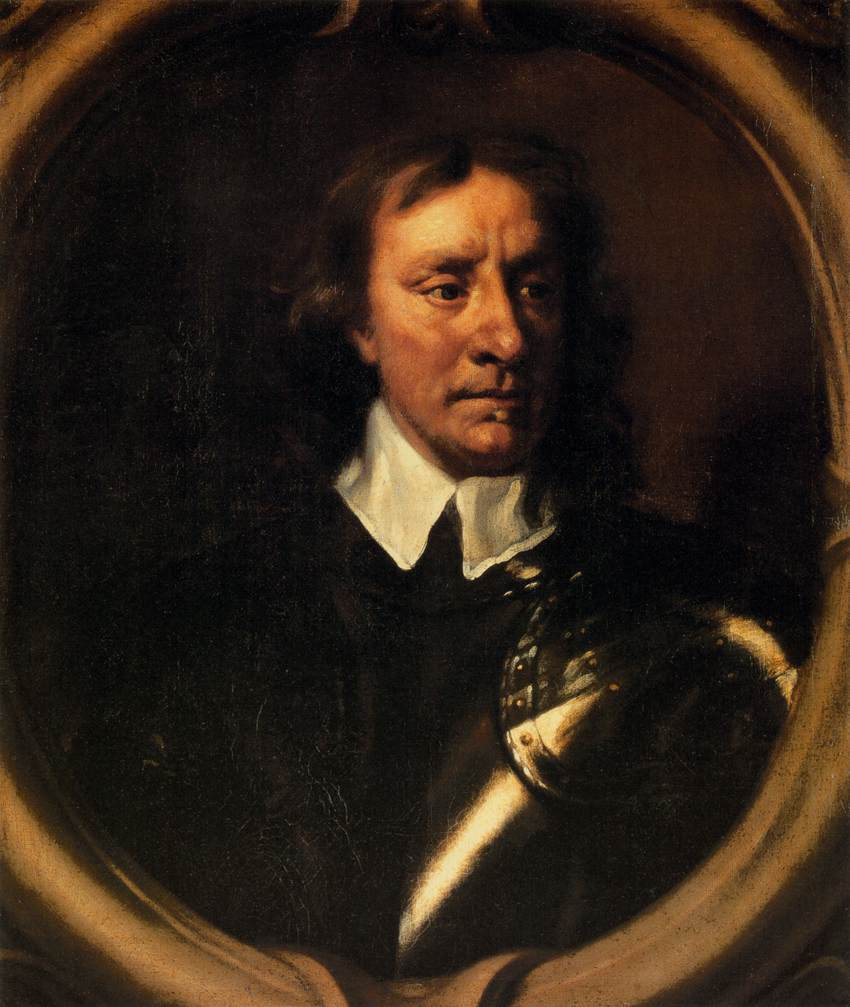
올리버 크롬웰

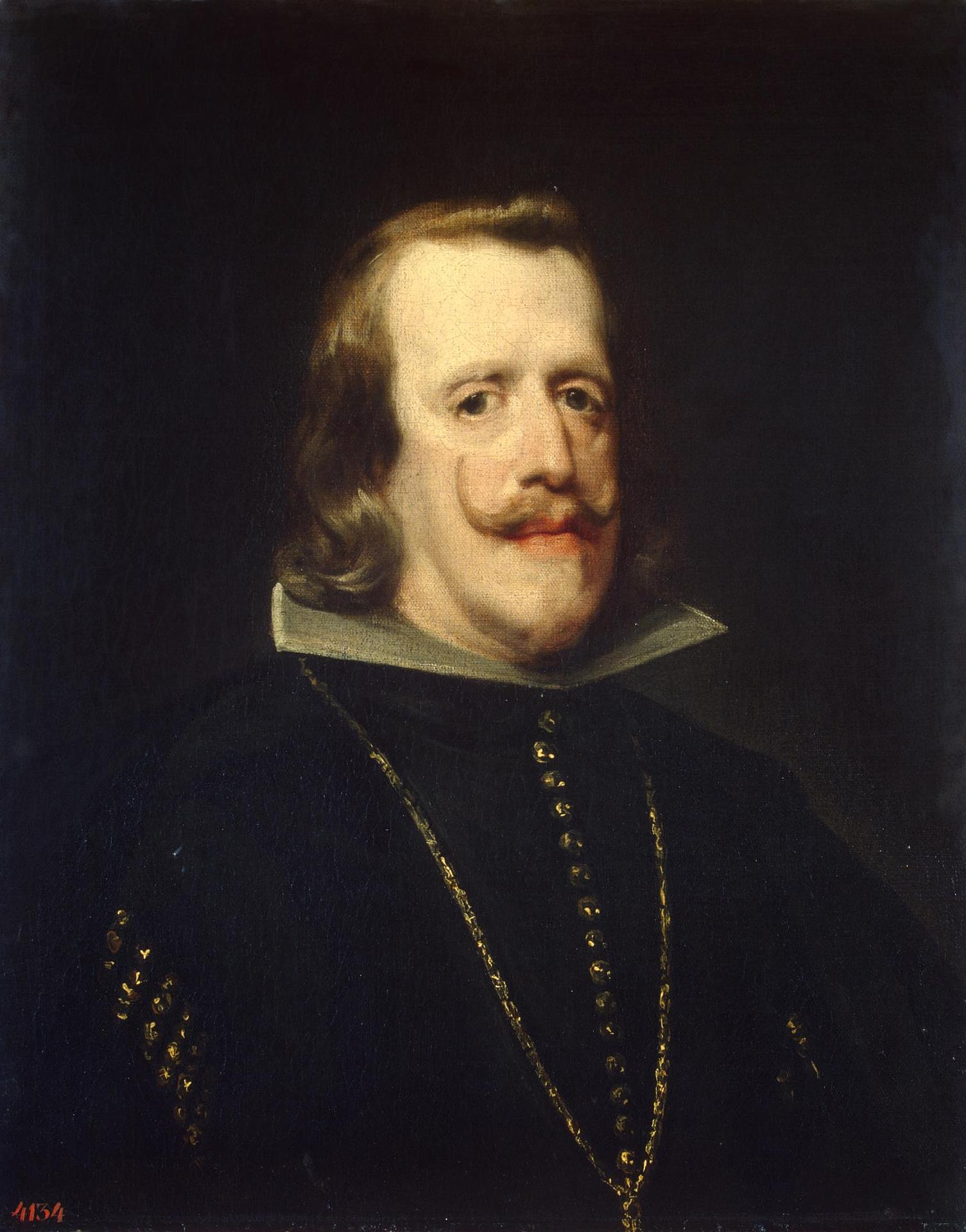
펠리페 4세

한편, 크롬웰은 이미 스페인령 서인도 제도의 스페인 식민지에 대한 서부 계획을 시작했다. 함대는 1654년 12월 말 포츠머스를 떠나 1월에 서인도 제도에 도착했다. 1655년 5월, 펜실베이니아의 설립자인 윌리엄 펜의 아버지인 해군 장군 윌리엄 펜과 로버트 베너블스 장군이 이끄는 잉글랜드 수륙양용전 원정대가 히스파니올라섬을 점령할 목적으로 서인도 제도의 스페인 영토를 침공했다. 이는 잉글랜드에서 출항한 함대 중 가장 강력한 함대 중 하나였으며, 로버트 베너블스 장군의 지휘 하에 약 3,000명의 해병대가 있었고, 바베이도스, 몬트세랫, 세인트키츠 네비스에서 추가 병력을 보강했다.
크롬웰은 이전에 히스파니올라섬 획득에 관심을 가지고 있었지만, 원정대 지휘관들은 도착 시 직면한 상황에서 자신들의 우선순위를 결정할 자유가 주어졌다. 과테말라 해안이나 쿠바 상륙을 포함한 여러 옵션이 고려되었다. 펜과 베너블스는 히스파니올라섬의 산토도밍고에 대한 드레이크의 공격을 반복하기로 결정했기 때문에 둘 다 기각되었다. 그러나 1655년 산토도밍고 공방전은 스페인이 세기 초 네덜란드 공격에 대비하여 방어 시설을 개선했기 때문에 실패했다. 반면에 크롬웰은 히스파니올라 패배를 하나님의 심판으로 보았다. 이후의 여러 성공에도 불구하고, 이 패배는 스페인령 서인도 제도에 대한 전체 작전을 전반적인 실패로 만들었다. 따라서 베너블스와 펜은 잉글랜드에 도착하자마자 런던탑에 수감되었다.
자메이카는 1655년 실제 잉글랜드-스페인 전쟁으로 이어진 전쟁 명분이었다. 열병으로 약화된 잉글랜드군은 그 후 서쪽으로 항해하여 새로운 방어 시설이 없는 유일한 스페인령 서인도 제도 섬인 산티아고 식민지(현재의 자메이카)로 향했다. 그들은 1655년 5월 현재의 스패니시타운에 해당하는 산티아고 데 라 베가라는 곳에 상륙했다. 그들은 스페인과 누에바에스파냐(멕시코)에서 파견된 병력의 지원을 받는 장기간의 현지 저항에도 불구하고 그곳에 머물렀다. 1657년 잉글랜드 총독은 스페인이 섬을 재탈환하는 것을 막기 위해 부카니에를 산티아고의 포트로열에 주둔시키도록 초대했다. 잉글랜드에게 자메이카는 "스페인 제국의 심장을 겨누는 단검"이 될 것이었지만, 사실 당시에는 가치가 거의 없는 영토였다. 크롬웰은 모든 어려움에도 불구하고 증원군과 보급품을 보내 주둔을 유지하기로 결심했다. 쿠바에서 항해해 온 새로운 스페인 군대는 1657년 오초리오스 전투와 1658년 리오 누에보 전투에서 패배하여 자메이카 재탈환 시도에 실패했다. 그럼에도 불구하고 또 다른 침공에 대한 두려움 때문에 자메이카 총독 에드워드 도일리는 그의 새로운 의무가 스페인에 대한 섬 방어를 조직하는 것이라고 느꼈다. 방어 대신 공격 전술을 사용하여 그는 크리스토퍼 밍스를 보내 스페인 식민지 도시와 기지를 습격하게 했다. 1658년에는 톨루와 산타마르타가 그 중이었고, 이듬해에는 쿠마나, 푸에르토 카발로스, 코로가 약탈당하고 파괴되었으며 밍스는 엄청난 양의 약탈물과 보물을 가지고 자메이카로 돌아왔다.

### 해상전

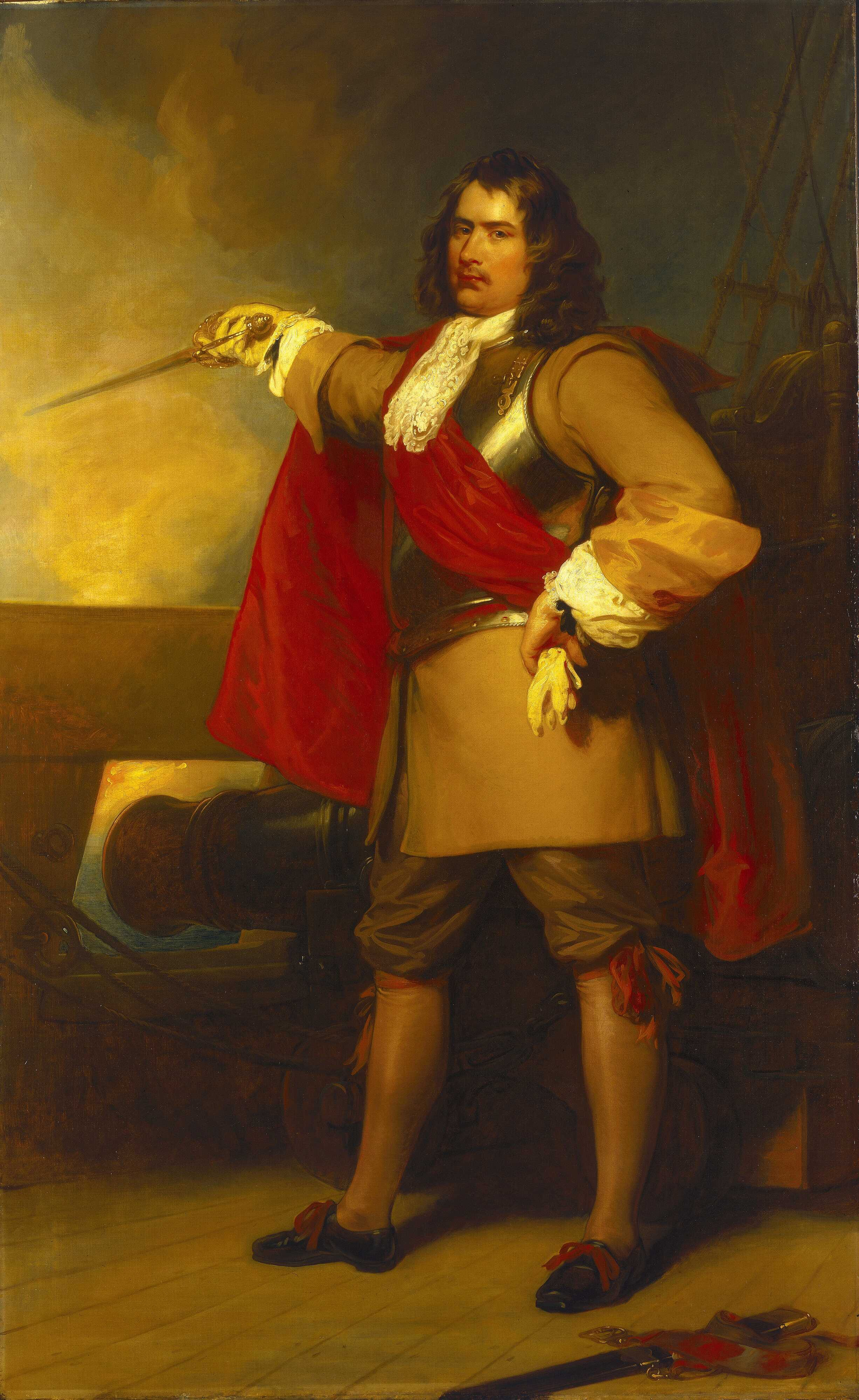
로버트 블레이크 제독

1656년 4월, 잉글랜드 제독 로버트 블레이크는 약 40척의 군함, 화공선, 보급선으로 구성된 함대를 이끌고 스페인 항구인 카디스를 향해 항해했으며, 여름 내내 봉쇄를 계속했다. 스페인은 방어적인 태도를 유지하며 잉글랜드 함대에 대한 공격적인 행동을 취하지 않았다. 6월 중순, 에드워드 블래그 선장은 8척의 배를 이끌고 스페인 북부 항구를 습격했다. 6월 24일, 블래그는 비고를 습격하여 항구에 있던 여러 척의 배를 파괴했다. 블레이크가 아프리카 해안에서 물을 보급하는 동안, 스미스 선장이 이끄는 5척의 호위함 분견대는 7월 19일 스페인 남부의 말라가를 습격했다. 스미스는 9척의 스페인 선박을 침몰시키고, 항구 대포를 못 쓰게 만들고, 도시를 폭격했다. 알리칸테에 대한 유사한 습격은 실패했지만, 공격 위협은 스페인 해안 전체의 무역을 방해했다. 9월 8일 저녁, 블레이크의 함장 중 한 명인 리처드 스테이너는 스페인 보물 함대를 가로채 그 중 2척을 제외한 모든 선박을 나포하거나 침몰시켰다. 잉글랜드군에게 나포되거나 침몰된 선박의 화물 손실은 200만 파운드로 추정되는 심각한 경제적 타격을 스페인에 입혔다. 해군 역사상 처음으로 블레이크는 스페인에 대한 봉쇄를 유지하기 위해 함대를 겨울 내내 바다에 머물게 했다.
1657년 2월, 블레이크는 누에바에스파냐에서 온 은 수송선대가 대서양을 건너고 있다는 정보를 입수했다. 카디스를 감시하기 위해 두 척의 배를 남겨두고 블레이크는 은 수송선대를 공격하기 위해 그곳에서 카나리아 제도의 테네리페섬에 있는 산타크루스에 정박한 함대를 공격하기 위해 항해했다. 4월 산타크루스데테네리페 해전에서 블레이크는 스페인 상선 호송대인 서인도 함대를 완전히 파괴했지만, 함대는 전투 전에 귀금속을 육지로 옮겼다. 블레이크는 그것을 압류할 수 없었지만, 마드리드 정부도 그것을 사용할 수 없었다.
블레이크의 스페인 봉쇄와 산타크루스에서의 승리는 단기적으로는 아메리카 대륙의 은과 금에 의존하는 스페인 경제를 혼란에 빠뜨려 스페인의 전쟁 수행 능력을 손상시켰다. 잉글랜드는 스페인 사략선에게 1,500척에서 2,000척의 상선을 잃었고, 파괴된 호송선을 대체하기 위해 나포된 잉글랜드 선박을 사용하는 대신 스페인 정부는 스페인 무역의 관리를 중립적인 네덜란드 상선에 맡겼다.

### 플란데런
스페인에 대항하는 영국-프랑스 동맹은 1657년 3월 파리 조약이 체결되면서 성립되었다. 조약 조건에 따라 잉글랜드는 플란데런에서 스페인에 대항하는 계속되는 전쟁에 프랑스와 합류하게 되었다. 프랑스는 2만 명의 군대를, 잉글랜드는 6천 명의 병력과 잉글랜드 함대를 그라블린, 됭케르크, 마르디크의 플랑드르 해안 요새에 대한 작전에 투입하기로 했다. 그라블린은 프랑스에, 됭케르크와 마르디크는 잉글랜드에 할양하기로 합의했다. 특히 됭케르크는 무역 선단에 피해를 입히는 사략선 때문에 잉글랜드 공화국의 주요 관심사였다. 크롬웰과 공화국에게 됭케르크 소유 문제는 지역 외교적 가능성에서 긴급한 정치적 필요성으로 바뀌었다.

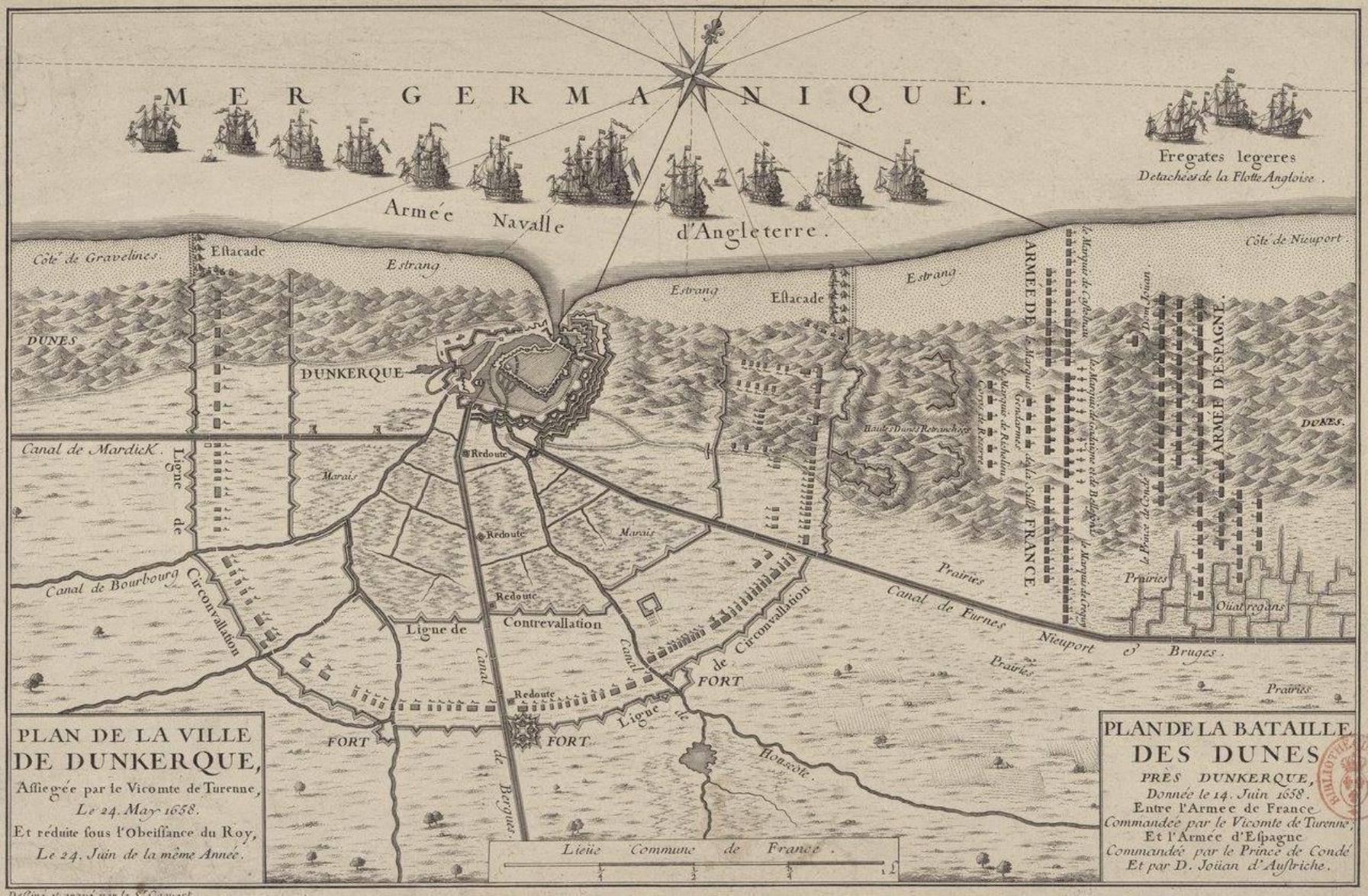
1658년 됭케르크 포위전과 됭케르크 전투 지도. 봉쇄 중인 영국 함대도 표시되어 있다.

플랑드르 침공을 위한 영국-프랑스 연합군은 위대한 프랑스 원수 튀렌이 지휘했다. 플랑드르의 스페인군은 스페인 국왕 펠리페 4세의 사생아인 돈 후안-호세가 지휘했다. 15,000명의 스페인군은 찰스 2세의 잉글랜드 침공을 위한 잠재적 군대의 핵심으로 형성된 3,000명의 잉글랜드 왕당파 병력으로 증강되었으며, 찰스의 형제인 요크 공작 제임스가 지휘관 중 한 명이었다.
공화국 함대는 플랑드르 항구를 봉쇄했지만, 크롬웰의 불만스럽게도 군사 작전은 연말에 시작되었고 많은 지연을 겪었다. 튀렌 원수는 1657년 여름 스페인에 대항하여 룩셈부르크에서 작전을 벌였고, 9월이 되어서야 플랑드르 공격에 나섰다. 마르디크는 9월 22일에 점령되었고 공화국군이 주둔했다. 됭케르크는 1658년 5월에 포위되었다. 스페인 구원군이 포위를 풀려고 시도했지만 6월 4일 됭케르크 전투에서 패배했다. 튀렌의 군대 내 공화국 병력은 탁월하게 싸웠고, 전투 중 150피트 높이의 강력하게 방어된 모래 언덕을 성공적으로 공격하여 프랑스 동맹국에게 깊은 인상을 주었다. 6월 14일 됭케르크가 튀렌에게 항복했을 때, 쥘 마자랭 추기경은 루이 14세의 항의에도 불구하고 크롬웰과의 조약 조건을 존중하여 항구를 공화국에 넘겨주었다. 공화국은 또한 마르디크와 됭케르크의 가톨릭 주민들의 권리를 존중하는 의무를 지켰다. 공화국 병력의 일부는 튀렌의 군대에 남아 프랑스군이 그라블린과 다른 플랑드르 도시들을 점령하는 데 중요한 역할을 했다. 됭케르크의 사략선 위협이 사라지자 잉글랜드의 상선대는 훨씬 적은 손실을 입었다. 됭케르크인들이 가장 큰 기지를 잃었을 뿐만 아니라, 됭케르크 사략선 활동으로 인해 잉글랜드 무역이 이미 네덜란드에 크게 넘어갔기 때문이다.

### 왕정복고
프랑스와 스페인 간의 전쟁은 1659년 10월 28일 피레네 조약 체결로 끝났다. 1658년 크롬웰의 죽음은 잉글랜드를 정치적 혼란에 빠뜨렸고, 이는 스튜어트 왕가의 잉글랜드 왕위 복귀로 이어졌다. 찰스 2세의 왕정복고 이후 잉글랜드-스페인 전쟁은 1660년 9월 공식적으로 종료되었지만, 양국 간에 조약은 체결되지 않았다. 찰스는 브뤼셀 조약을 통해 스페인과 동맹을 맺었다.

## 여파

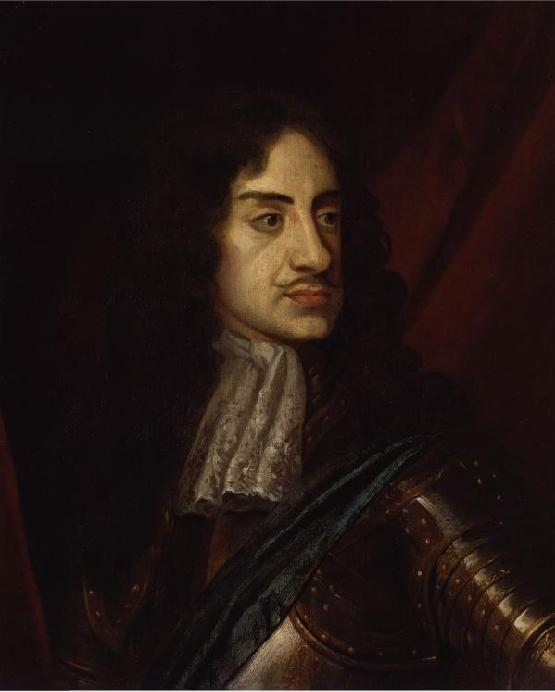
1665년 찰스 2세 국왕의 초상화. 찰스는 유리한 평화를 얻기 위해 스페인에 대해 은밀한 전쟁을 벌였다.

잉글랜드와 스페인 모두 막대한 경제적 손실을 입었으며, 후자는 주로 블레이크의 카디스 봉쇄로 인해 고통받았다. 특히 카디스 연안과 산타크루스에서의 작전은 아메리카 대륙의 은과 금에 의존하는 스페인 경제에 혼란을 가져왔다. 이는 수년 동안 이탈리아, 피레네 산맥, 플랑드르, 포르투갈에서 동시에 전쟁을 벌여 과도하게 지쳐 있던 펠리페 4세의 군대에 어려움을 더했다. 스페인은 영국 해운 무역을 거의 전멸시킨 사략선 작전으로 맞섰다. 결과적으로 네덜란드는 1차 영국-네덜란드 전쟁에서 입었던 손실에서 회복하며 잉글랜드로부터 많은 무역을 가져갔다. 그럼에도 불구하고 1차 영국-네덜란드 전쟁의 승리와 스페인과의 전쟁에서의 성공으로 잉글랜드는 유럽의 주요 해군 강국 중 하나로 자리매김하기에 충분했다.
스페인은 크롬웰 공화국이 점령한 영토의 반환을 요구했고, 찰스는 이에 동의할 의사가 있었다. 그러나 필리페가 자신의 왕정복고를 돕지 못하자 찰스는 좌절감을 느꼈고, 이는 곧 바뀌었다. 전쟁이 끝난 지 일주일 만에 찰스는 브뤼셀 조약을 무효화하고 스페인의 항의에도 불구하고 잉글랜드 의회가 잉글랜드의 점령지(자메이카, 됭케르크, 마르디크)를 합병하도록 허용했다. 동시에 찰스는 잉글랜드의 점령지를 인정받기 위해 스페인과 조약을 맺으려 했으나, 스페인에 대한 조건이 너무 가혹했고, 후자가 군사 작전을 통해 자메이카를 재탈환할 희망이 있었다. 재정을 늘리기 위해 찰스는 1662년 11월 됭케르크를 프랑스의 루이 14세에게 팔았으나, 약속된 50만 파운드 중 30만 파운드 미만이 실제로 지급되었다.

### 영국-포르투갈 동맹
1662년, 찰스는 왕실 결혼을 브라간사 캐서린과 맺었다. 탕헤르와 봄베이는 영국 왕실에 할양되었고, 1640년 이래로 독립을 되찾기 위해 싸우던 포르투갈을 돕기 위한 군사 동맹이 체결되었다. 프리드리히 쇤베르크 휘하의 영국군은 스페인과의 싸움을 돕기 위해 조직되었다. 1년도 채 되지 않아 스페인군은 포르투갈을 침범하려 했지만, 중요한 아메이시알 전투에서 포르투갈군과 영국군은 압도적인 승리를 거두었다.
1664년, 잉글랜드는 리처드 팬쇼를 통해 포르투갈 왕실과 스페인 왕실 간, 그리고 잉글랜드와 스페인 간의 평화를 조정하려 했지만 소용이 없었다. 1년 후 몬테스 클라로스 전투에서 또 다른 스페인 침공이 결정적으로 패배하여 전쟁 중 주요 전투 작전이 종료되었고, 이는 포르투갈의 스페인으로부터의 독립을 확정지었다.

### 카리브 전쟁

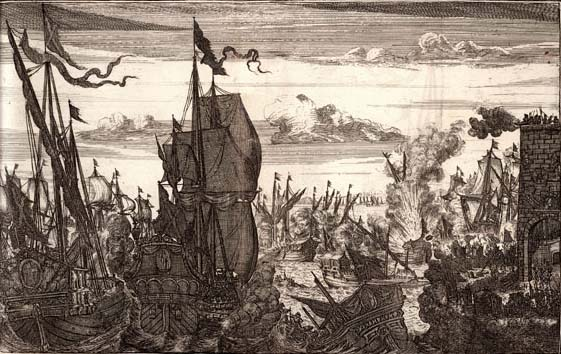
사략선 헨리 모건이 1669년 마라카이보호에서 스페인 함대를 격파한다.

전쟁의 카리브해 부분은 훨씬 더 오래 지속되었다. 자메이카가 합병되면서 서부 계획의 목적(주요 목표인 히스파니올라섬 점령에는 실패했지만)은 보호령 자체보다 오래 지속되었으며, 나중에 자메이카 총독 토머스 모디포드의 지시로 명령된 습격으로 다시 살아났다. 모디포드가 부카니에들에게 면허를 발급한 구실은 스페인 정부가 자메이카와 케이맨 제도에 대한 잉글랜드의 소유를 인정하고 조약에 명시하지 않는 한 자메이카가 결코 안전하지 않을 것이라는 그의 의심이었다. 그 결과 다음 10년간 스페인령 미국에 대한 사략선 습격은 파괴적이었다. 크리스토퍼 밍스는 1662년 산티아고데쿠바를 습격하고 이듬해에는 캄페체를 습격했다. 헨리 모건이 나중에 지휘를 맡았는데, 그의 가장 주목할 만한 공격은 1668년에 푸에르토 델 프린시페와 포르토 벨로에서였고, 이듬해에는 마라카이보호에서 스페인 전대를 격파했다. 한편 스페인은 자신을 보호하기 위해 할 수 있는 일이 거의 없었다.
이에 스페인의 섭정 여왕 마리아나는 카리브해에서 영국 선박에 대한 사략선 공격을 위한 사략 허가증을 발급했다. 이들 사략선 중 하나는 유명한 포르투갈 해적 마누엘 히베이루 파르달이었다. 찰스 2세도 똑같이 명령했으므로, 모디포드는 자메이카를 영원히 보존하기 위해 다시 모건에게 스페인 본토를 습격하도록 위임했다. 1670년 12월 모건은 올드 프로비덴시아와 산타 카탈리나 섬을 점령하여 수비대를 강제로 항복시켰다. 그곳에서 그의 함대는 차그레스로 항해하여 그곳의 요새도 점령했다. 모건은 파나마 지협을 건너기를 희망했지만, 이때 그는 유럽에서의 사건들을 알지 못했다.

### 마드리드 조약
이 시기 스페인은 수십 년간 여러 전선에서의 전쟁과 내분으로 정치적, 경제적, 군사적으로 약화되어 있었다. 찰스 2세는 마침내 마드리드에서 체결된 두 차례의 평화 조약에서 이상적인 기회를 보았으며, 두 조약 모두 잉글랜드에 유리했다. 우선 1667년 조약은 무역 측면에서 영국 정치인과 상인들에게 큰 만족을 주었다. 포르투갈의 왕정복고가 확실해지면서 영국 여단은 해산되었지만, 카리브해에 있는 잉글랜드의 영토는 미해결 상태로 남았다. 그럼에도 불구하고, 이는 두 왕국 간의 평화를 위한 큰 진전이었다.
3년 뒤 다음 마드리드 조약에서 스페인은 마침내 자메이카와 케이맨 제도를 영국에 할양했는데, 이는 스페인에게 큰 양보이자 굴욕이었다. 영국 선박은 또한 카리브해를 자유롭게 항해할 수 있었고, 서인도 제도에서 처음으로 침입자나 해적으로 간주되지 않았다. 논란이 되었던 것은 헨리 모건의 파나마 원정이 1671년에 파나마를 약탈하고 불태우는 것을 막을 만큼 소식이 제때 도착하지 않았다는 점이다. 스페인의 항의와 그의 체포에도 불구하고, 모건은 조약에 대해 알지 못했다고 주장하며 처벌받지 않았다.
잉글랜드와 스페인은 다음 주요 유럽 분쟁인 대동맹 전쟁 동안 동맹국이 될 것이며, 스페인 왕위 계승 전쟁이 발발하는 1702년까지 대체로 평화를 유지할 것이다.

## 같이 보기
- 안토니오 데 베아 원정
- 영국 군사사
- 자메이카의 역사

## 내용주
1. ↑  Rodger 2005, 29쪽.
2. ↑  Rodger 2005, 24쪽.
3. 1 2  Coward 2002, 134쪽.
4. ↑  Hart 1922, 44쪽.
5. ↑  Marx, Robert F (1967). 《Pirate Port: The Story of the Sunken City of Port Royal》. World Publishing Company. 38쪽.
6. ↑  Harding, Charles (1909). 《The last years of the Protectorate, 1656–1658, Volume 1 The Last Years of the Protectorate, 1656–1658》. Longmans, Green. 48쪽.
7. ↑  Richmond, Herbert William (1953). 《The Navy as an Instrument of Policy: 1558–1727》. University Press. 134쪽.
8. ↑  Rodger 2005, 28쪽.
9. ↑  Holberton p. 134
10. ↑  Manganiello p. 481
11. ↑  Barratt pp. 187–188
12. ↑  Gardiner 1901, 467쪽.
13. ↑  Hutton 2000, 468쪽.
14. ↑  Rommelse 2006, p. 21
15. ↑  Davenport pp. 57–59
16. 1 2  Barratt 2006, 183쪽.
17. ↑  Firth 1909, 57쪽.
18. ↑  Harding 1999, 78쪽.
19. ↑  "무력 충돌과 너무 무거운 부담으로 인해 상업은 침체되었다" (Rommelse 2006, 21쪽).
20. ↑  "전쟁의 주요 효과는 영국 상업의 잔여를 파괴하는 것이었다" (Nolan 2008, 12쪽).
21. ↑  "약 1,000척의 영국 선박이 손실되었고, 영국에 나포된 선박은 약 400척이었다." (Cooper 1979, 236쪽)
22. ↑  Rommelse 2006, 21쪽.
23. ↑  Israel, J.I. (1995). 《The Dutch Republic: Its Rise, Greatness, and Fall, 1477–1806》. Oxford: Oxford University Press. 727쪽. ISBN 978-0198730729.
24. ↑  Cooper 1979, 237쪽.
25. ↑  Grose, Clyde L (March 1933). 《The Dunkirk Money, 1662》. 《The Journal of Modern History》 5 (The University of Chicago Press). 5쪽. doi:10.1086/235963. JSTOR 1872278. S2CID 144839201.
26. 1 2  McMurdo pp. 419–420
27. 1 2 3  Pestana p. 185
28. ↑  "그는 히스파니올라와 쿠바의 점령을 첫 단계로, 그 다음에는 2년 안에 완료될 것이라고 생각한 중앙아메리카 정복을 주장했다" (Taylor 1969, 5쪽).
29. ↑  "새롭게 획득한 카리브해의 자메이카 섬은 나중에 150년 이상 영국에서 가장 가치 있는 소유지 중 하나가 되었다" (Barratt 2006, 202쪽).
30. ↑  Gardiner 2007, 187쪽.
31. ↑  Pestana p. 182
32. ↑  Paxman 2011, 19–20쪽.
33. 1 2  Francis 2006, 663쪽.
34. ↑  Davenport & Paulin pp. 98–99, 188–89
35. ↑  Andrien and Kuethe pp. 50–52
36. ↑  Fisher, Margaret Anne; Savelle, Max (1967). 《The origins of American diplomacy: the international history of Angloamerica, 1492–1763 American diplomatic history series Authors》. Macmillan. 66–67쪽.

## 더 읽어보기
- Fraser, Antonia (2002) [1909]. 《Cromwell: Our Chief of Men》 New판. Phoenix. ISBN 978-0-7538-1331-7.
- Israel, Jonathan (1997). 《Conflicts of Empires: Spain, the Low Countries and the Struggle for World Supremacy, 1585–1713》. Continuum International Publishing Group. ISBN 978-1-85285-161-3.
- Leathes, Stanley (1906). 〈Chapter XXI Mazarin〉.   Ward, Adolphus W. 《The Thirty Years' War.》. The Cambridge Modern History 4. Cambridge University Press  – Mannheimer Texte Online 경유.
- Plant, David. “The Anglo-Spanish War 1655–1660”. British Civil Wars, Commonwealth and Protectorate website. 2008년 11월 2일에 원본 문서에서 보존된 문서. 2011년 8월 16일에 확인함.
- Plowden, Alison (2006). 《In a Free Republic》. Sutton Publishing. ISBN 978-0-7509-1883-1.
- Maland, David (1991). 《Europe in the Seventeenth Century》 Seco판. Macmillan. ISBN 0-333-33574-0.
- “1657: The Rough Guide to Europe”. 《The Scotsman》 (Edinburgh). 2006년 11월 20일. 2007년 3월 28일에 원본 문서에서 보존된 문서. 2007년 5월 18일에 확인함.
- Sutton, Paul (2021). The Anglo-Spanish War, 1655–1660 Vol. 1: War in the West Indies. Helion Books.
- Sutton, Paul (2021). The Anglo-Spanish War, 1655–1660 Vol. 2: War in Jamaica. Helion Books.